# Gàmbia
|  | Per a altres significats sobre el riu, vegeu «Riu Gàmbia». |

Gàmbia, oficialment República de Gàmbia, és una república de l'Àfrica occidental, voltada completament pel Senegal excepte a l'oest, en què l'estuari del riu Gàmbia toca l'oceà Atlàntic. La capital n'és Banjul.
Gàmbia és un país petit i estret (té menys de 48 km d'amplària) amb la frontera basada en el riu Gàmbia. Aquesta frontera es va definir el 1889 segons un acord entre el Regne Unit i França. És gairebé un enclavament dins el Senegal, i és el país més petit de l'Àfrica continental.
Antiga colònia britànica, se'n va declarar independent el 18 de febrer de 1965 com a monarquia dins la Commonwealth. Va esdevenir una república el 1970 i, entre 1982 i 1989 va formar una confederació amb el Senegal, que van anomenar Senegàmbia.

## Història
Gàmbia va formar part de l'Imperi de Ghana i de l'Imperi de Songhai. Els primers testimonis escrits que es tenen de la regió provenen d'uns textos de comerciants àrabs del segle ix i X, quan els comerciants àrabs van crear la ruta transsahariana comerciant amb esclaus, or i ivori. Al segle xv els portuguesos van heretar aquest comerç establint rutes marítimes per comerciar amb l'Imperi de Mali al qual pertanyia la zona a l'època.

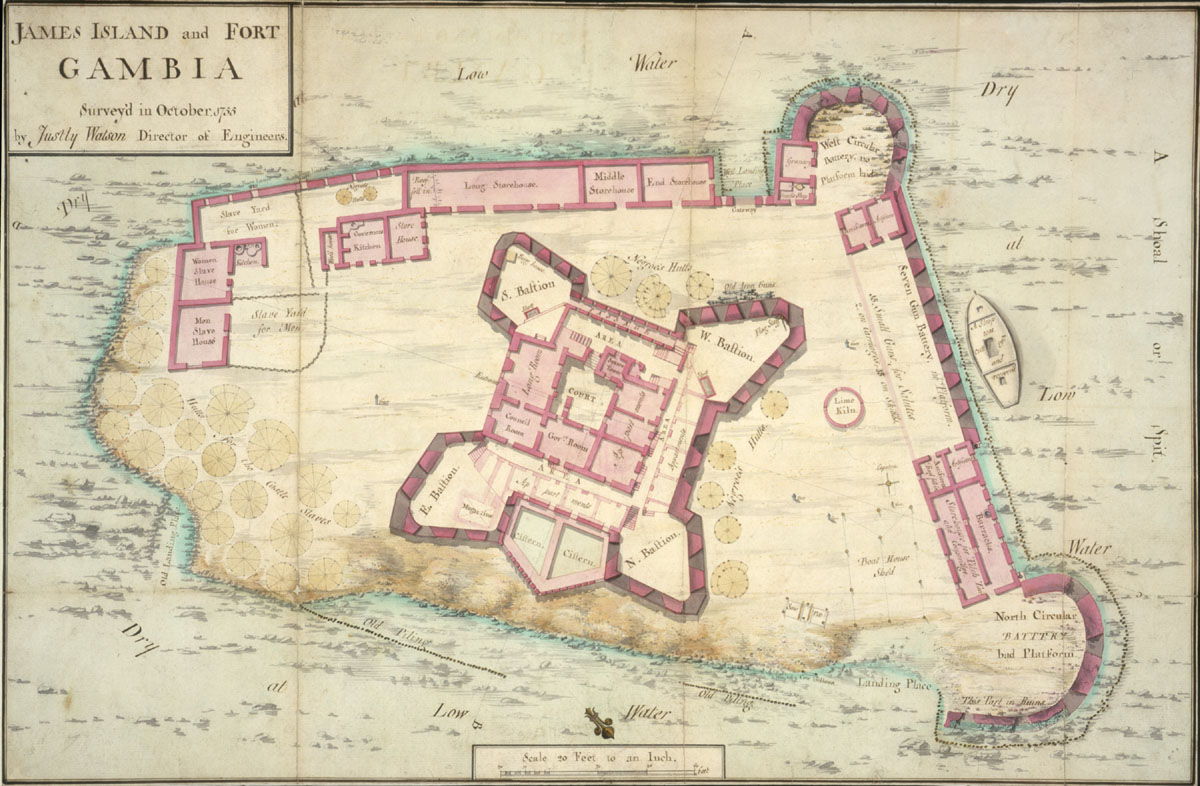
Mapa del Fort de Gàmbia a l'Illa James

El 1588, el pretendent al tron portuguès va vendre l'exclusivitat del comerç en el Riu Gàmbia als anglesos, el que va ser confirmat per les Cartes Patent de la reina Isabel I. El 1618, el Rei Jaume I d'Anglaterra va concedir l'exclusivitat del comerç amb el Riu Gàmbia a la Costa d'Or (actualment Ghana) a una companyia britànica. Entre 1651 i 1661, Gàmbia va ser indirectament una colònia del regne polonès-lituà. Van ser els letons, dependents del regne polonès-lituà, els primers a establir-se a l'Illa James, anomenada durant l'època Illa Andrew fins que va ser conquerida pels britànics el 1661.
Durant els segles xvii i XVIII França i Anglaterra van lluitar per la supremacia a la regió del Senegal i del Riu Gàmbia. El Tractat de Versalles de 1783 va atorgar al Regne Unit la possessió del Riu Gàmbia excepte l'enclavament d'Albreda que es mantingué sota sobirania francesa, sent cedit a Anglaterra el 1857.
Gairebé 3 milions d'esclaus van ser enviats des d'aquesta regió a les colònies d'Amèrica. El 1807 es va abolir el comerç d'esclaus a l'Imperi Britànic per mirar d'acabar amb el comerç d'esclaus a Gàmbia. Per això, van crear el lloc militar de Bathurst (avui Banjul) el 1816. Durant els anys següents, Banjul estava sotmesa a la jurisdicció del governador general britànic a Sierra Leone. El 1888 Gàmbia va esdevenir una colònia autònoma i un any més tard va passar a ser una colònia reial.

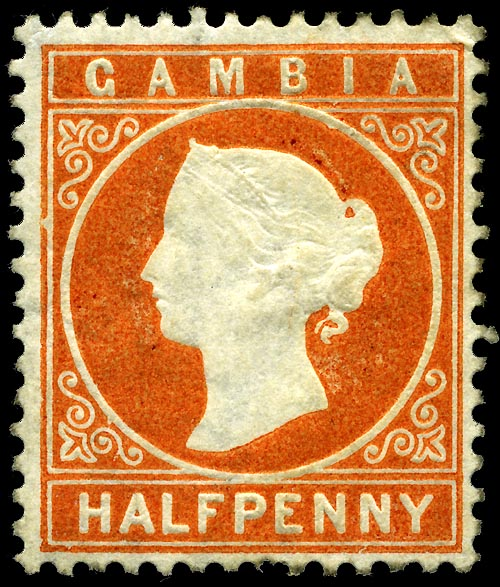
Segell de 1880

El país es va independitzar del Regne Unit el 1965. El 1970, Dawda Jawara va esdevenir el primer president del nou estat i va ser reelegit el 1972 i 1977. Després de la independència, Gàmbia va millorar el seu desenvolupament econòmic gràcies a la pujada en els preus de la seva principal matèria d'exportació, el cacauet, i al desenvolupament del turisme internacional. El febrer de 1982, juntament amb el Senegal, Gàmbia va formar la Confederació de Senegàmbia. El president Jawara va ser derrotat el 1994 per Yahya Jammeh, que va establir una dictadura. Jammeh va ser reelegit el 2001 i va derogar la llei que prohibia l'existència de partits opositors.

## Govern i política

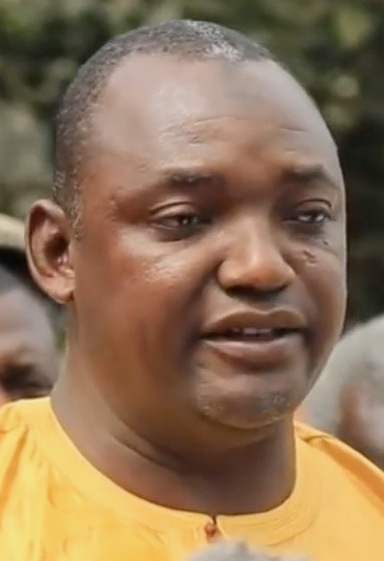
El president Adama Barrow

La Constitució vigent de Gàmbia va ser aprovada, després d'un referèndum, el 16 de gener de 1997, després que un cop d'estat del 1994 va dissoldre el Parlament i derogà la Constitució de 1970.
Gàmbia és formalment una República presidencialista democràtica. El President de la República és escollit per sufragi universal per un període de cinc anys. El poder legislatiu rau en l'Assemblea Nacional composta per cinquanta-tres membres, dels quals 48 són elegits per sufragi universal, i cinc els tria el president de la República.
El poder executiu està dividit entre el Cap d'Estat i el President del Govern, nomenat per l'Assemblea d'entre un grup elegit pel President de la República. En l'adquisició del poder, es fa servir el sistema de cooptació, on el president conforma el grup d'acord amb les pautes filosòfics de la nació.
El poder judicial s'articula al voltant del Tribunal Suprem que s'organitza administrativament segons el model francès.
Tanmateix, tenint en compte les violacions dels drets humans que denuncien organitzacions de prestigi com Amnistia Internacional, es pot considerar que Gàmbia és una dictadura.

### Presidents de Gàmbia
| Nom                  | Imatge       | Inici del govern     | Fi del govern        | Partit    |
| -------------------- | ------------ | -------------------- | -------------------- | --------- |
| Dawda Kairaba Jawara | Sense imatge | 24 d'abril de 1970   | 30 de juliol de 1981 | PPP       |
| Kukoi Samba Sanyang  | Sense imatge | 30 de juliol de 1981 | 5 d'agost de 1981    | (militar) |
| Dawda Kairaba Jawara | Sense imatge | 5 d'agost de 1981    | 22 de juliol de 1994 | PPP       |
| Yahya Jammeh         | Yahya Jammeh | 22 de juliol de 1994 | 18 d'octubre de 1996 | (militar) |
| Yahya Jammeh         | Yahya Jammeh | 18 d'octubre de 1996 | 19 de gener de 2017  | APRC      |
| Adama Barrow         | Adama Barrow | 19 de gener de 2017  | actualitat           | UDP       |

## Geografia

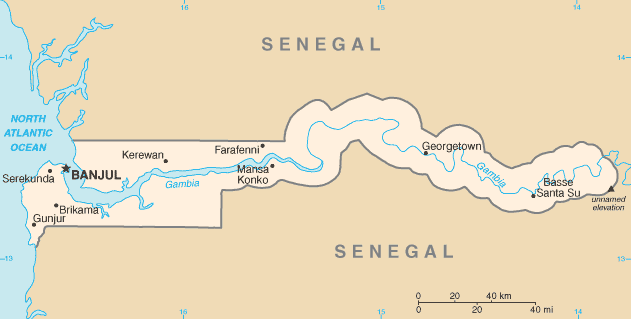
Mapa de Gàmbia

Gàmbia està situada a la costa atlàntica de l'Àfrica i es troba plenament envoltada per territori del Senegal. Gàmbia es caracteritza per ser un país molt pla, l'altitud no sobrepassa els 300 metres sobre el nivell del mar. El país es troba travessat d'est a oest pel riu Gàmbia, que dona nom al país. Aquest riu és l'eix del país i el divideix en dues parts ben diferenciades; les que estan al nord i les que estan al sud del citat riu.
Gàmbia és un país molt petit i estret les fronteres del qual reflecteixen els meandres del riu Gàmbia. Es troba entre les latituds 13 i 14 ° N, i les longituds 13 i 17 ° O.
Gàmbia té una amplada de menys de 50 quilòmetres en el seu punt més ample, amb una superfície total d’11.295 km². Prop de 1.300 km² (11,5%) de la superfície de Gàmbia estan coberts per aigua. És el país més petit del continent africà. En termes comparatius, Gàmbia té una superfície total lleugerament inferior a la de l’illa de Jamaica.
El Senegal envolta Gàmbia per tres costats, amb 80 km de costa a l'oceà Atlàntic que marquen la seva frontera occidental.
Els límits actuals es van definir el 1889 després d’un acord entre el Regne Unit i França. Durant les negociacions entre els francesos i els britànics a París, els francesos van donar inicialment als britànics al voltant de 320 km del riu Gàmbia per controlar. Començant per la col·locació de marcadors de fronteres el 1891, van passar gairebé 15 anys després de les reunions de París per determinar les fronteres finals de Gàmbia. La sèrie resultant de línies rectes i arcs va donar al control britànic d'àrees a uns 16 km al nord i al sud del riu Gàmbia.
Gàmbia conté tres ecoregions terrestres: mosaic boscà-sabana de Guinea, sabana del Sud-oest i manglars de Guinea. Tenia una puntuació mitjana de l’índex d’integritat del paisatge forestal de 4,56 / 10 el 2018, situant-la 120a a nivell mundial de 172 països.

### Organització administrativa
Gàmbia està dividida en cinc divisions i una ciutat (les capitals de les divisions estan entre parèntesis):
- Lower River (Mansa Konko)
- Central River (Janjanbureh)
- North Bank (Kerewan)
- Upper River (Basse)
- Western (Brikama)

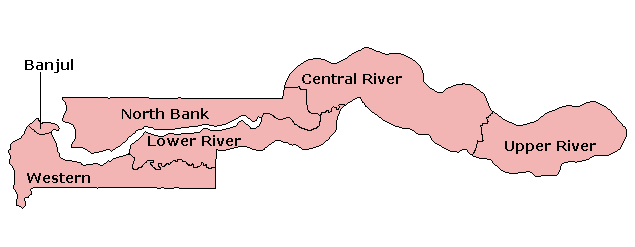
Àrees de Govern Local de Gàmbia

La capital nacional, Banjul, està classificada a part, com una ciutat.
A més, el país està dividit en vuit subdivisions, o àrees de govern local: 
- Banjul
- Basse
- Brikama
- Janjanbureh
- Kanifing
- Kerewan
- Kuntaur
- Mansa Konko

## Economia
Gàmbia no té jaciments minerals d'importància ni altres recursos naturals. La seva economia es basa en els productes agrícoles i la ramaderia per al consum intern del que depèn el 75% de la població.
La indústria se centra en la transformació de productes agrícoles (cacauet) i de peix. El turisme va ser una important font d'ingressos fins al 2000, quan es va produir una reducció. La seva activitat depèn fonamentalment de les ajudes al desenvolupament del Fons Monetari Internacional i les d'emergència dels països desenvolupats. Les expectatives futures del Banc Mundial, després de la condonació parcial del deute extern el 2005, són positives.

## Demografia

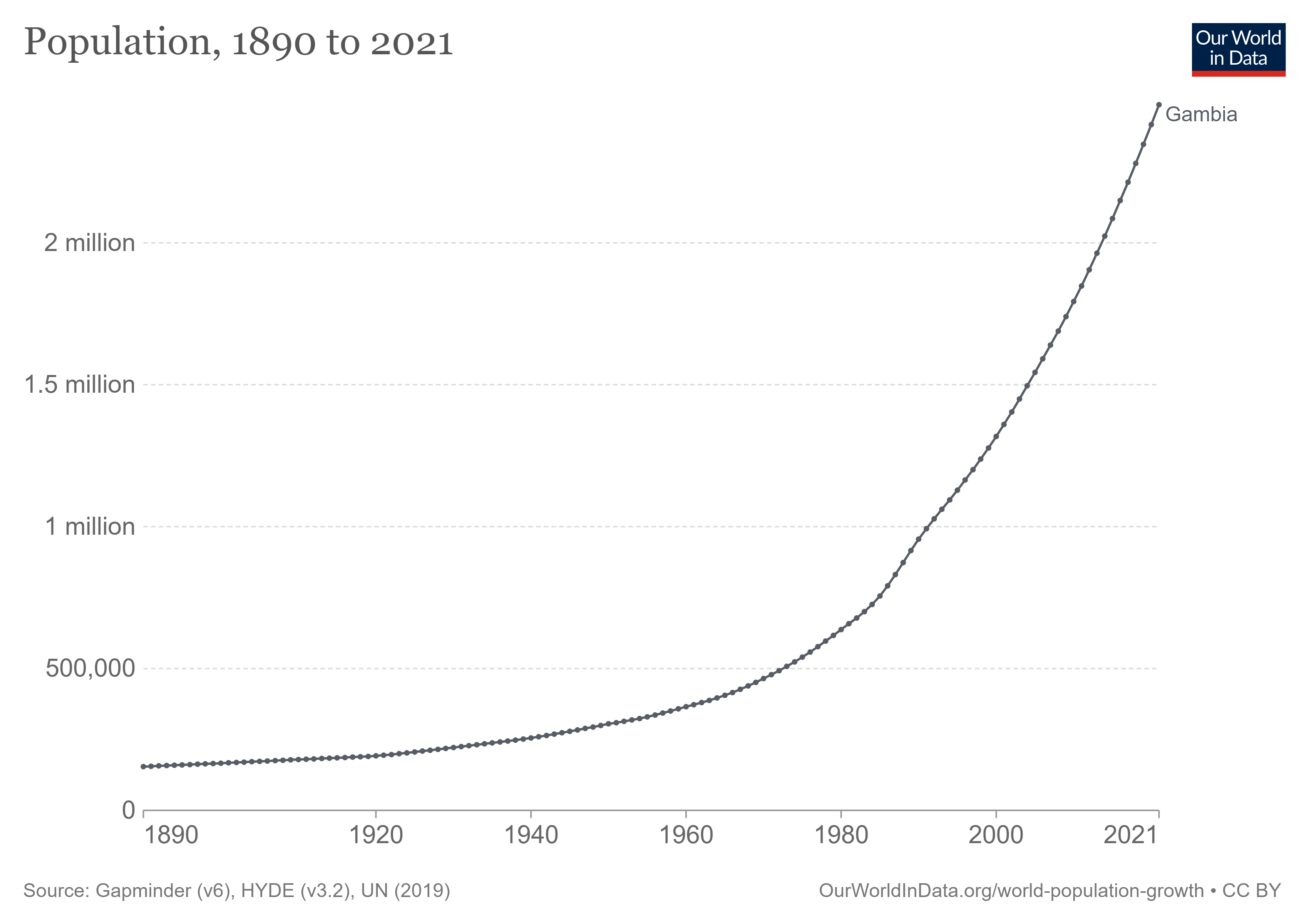
Demografia de Gàmbia. Dades de Our World in Data, any 2022. Nombre d'habitants en milions.

A Gàmbia hi conviuen una àmplia varietat de grups ètnics, i cadascun preserva el seu propi idioma i tradicions amb una mínima fricció intertribal. La tribu mandinka és la més gran, seguida per les tribus Fula, Wòlof, Jola i Serahuli. Aproximadament 2.500 no africans viuen a Gàmbia, incloent europeus i famílies d'origen libanès.
Els musulmans conformen més del 92% de la població. La resta, en la seva gran majoria, són cristians de diferents denominacions. Oficialment, a Gàmbia es respecten els dies festius d'ambdues religions i existeix tolerància religiosa.
Més del 80% de la població viu en assentaments rurals, encara que cada vegada més quantitat de joves van a la capital a la recerca de treball i educació. Encara que la migració cap als centres urbans, els projectes de desenvolupament i la modernització estan donant als pobladors de Gàmbia una major possibilitat de contacte amb els hàbits i valors occidentals, l'èmfasi tradicional a la família estesa, les formes aborígens de vestimenta i celebracions romanen dins de la vida quotidiana sense modificar.

## Societat

### Llibertat de premsa
Jammeh ha estat acusat de restringir la llibertat de premsa al país. Promulgà una sèrie de lleis restrictives en la matèria i, posteriorment, el desembre de 2004, es va produir l'assassinat encara no resolt d'un reporter, Deyda Hydara, que havia estat molt crític amb ells. Jammeh, però, ha negat qualsevol connexió dels agents de seguretat amb l'assassinat del reporter.

### Persecució de l'homosexualitat
El 2008, Jammeh va anunciar que el seu govern legislaria en contra dels homosexuals amb lleis "més estrictes que les de l'Iran", i que tallaria el cap de gais i lesbianes descoberts a Gàmbia. Jammeh va donar un ultimàtum als gais i lesbianes de Gàmbia d'abandonar el país. Una modificació del codi penal de 2014 va introduir el delicte d'homosexualitat "amb agreujants", que pot ser castigat amb penes fins de cadena perpètua.

### Persecució d'individus acusats de bruixeria
Amnistia Internacional informa que han estat alliberades mil persones després de ser detingudes acusades de bruixeria, algunes obligades a beure beuratges al·lucinògens i en dos casos mort per fallida renal, i dones violades.

### Llengües
La llengua oficial o nacional de Gàmbia és l'anglès. El SIL Internacional ha llistat un total de 9 llengües a Gàmbia:
- Anglès: 1000 persones el tenen com a llengua materna.
- Jola-Fonyi: 59.650 parlants al districte del sud-oest de Gàmbia.
- Mandinka: 453.500 parlants, la majoria a la meitat occidental de l'estat.
- Mandjak: 19.250 parlants, a l'oest, al sud del riu Gàmbia.
- Maninkakan occidental: 12.600 parlants a l'est de Gàmbia.
- Pulaar: 262.500 parlants a Gàmbia.
- Serer-Sine: 28.360 parlants, al Nord-oest de Gàmbia.
- Soninke: 66.175 parlants a l'extrem sud-est de l'estat.
- Wòlof gambià: 165.500 parlants a l'Oest de Gàmbia. Els wòlofs de la banda nord del riu parlen wòlof del senegal, amb el qual és intel·ligile.

A més a més, a Gàmbia també es parla el bainouk-gunyaamolo, el balanta-kentohe (26.000), el bàmbara (5740), el bayot (500), el jola-kasa, el karon (1350), el krio (9000), el mankanya (1650), el mansoanka (100), el pular, l'alt crioll guineà, el wòlof, i el xasongay el sarakule a nord de brikama